# Jeanne Cagney
Pour les articles homonymes, voir Cagney.

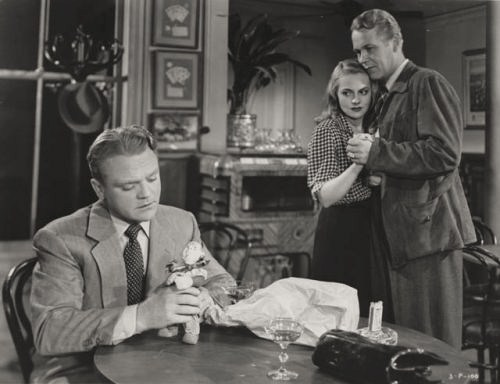
Avec James Cagney (assis) et Wayne Morris,
dans Le Bar aux illusions (1948)

Jeanne Cagney (parfois créditée Jean Cagney) est une actrice américaine, de son nom complet Jeanne Carolyn Cagney, née à New York (État de New York, États-Unis) le 25 mars 1919, morte d'un cancer à Newport Beach (Californie, États-Unis) le 7 décembre 1984.

## Biographie
Jeanne Cagney mène une carrière assez éphémère au cinéma, apparaissant dans seulement quatorze films américains, entre 1939 et 1965, dont quatre aux côtés de son frère aîné, James Cagney. Elle participe également à quelques séries télévisées, de 1949 à 1956.
Au théâtre, elle joue à Broadway dans quatre pièces, entre 1943 et 1947.

## Filmographie complète

### Au cinéma
- 1939 : Deuxième à gauche (All Women have Secrets) de Kurt Neumann
- 1940 : Rhythm on the River de Victor Schertzinger
- 1940 : Le Gant d'or (Golden Gloves) d'Edward Dmytryk et Felix E. Feist
- 1940 : Les Bas-fonds de Chicago (Queen of the Mob) de James Patrick Hogan
- 1942 : La Glorieuse Parade (Yankee Doodle Dandy) de Michael Curtiz
- 1944 : Golden Gloves d'Harry Foster (court métrage)
- 1948 : Le Bar aux illusions (The Time of Your Life), de H. C. Potter
- 1950 : Sables mouvants (Quicksand) d'Irving Pichel
- 1952 : Troublez-moi ce soir (Don't bother to knock) de Roy Ward Baker
- 1953 : L'Homme à abattre ou Un lion dans les rues (A Lion is in the Streets) de Raoul Walsh
- 1955 : The Titled Tenderfoot de Frank McDonald
- 1956 : Kentucky Riffle de Carl K. Hittleman
- 1957 : L'Homme aux mille visages (Man of a Thousand Faces) de Joseph Pevney
- 1965 : Quand parle la poudre (Town Tamer) de Lesley Selander

## Théâtre

### Pièces à Broadway
- 1943 : I'll take the High Road de Lucille S. Prumbs
- 1944 : The Streets are guarded de Laurence Stallings
- 1945 : A Place of our Own de (et mise en scène par) Elliott Nugent, avec Robert Keith
- 1946-1947 : The Iceman Cometh d'Eugene O'Neill, avec Russell Collins, E. G. Marshall, Carl Benton Reid